# Аниеби
Аниеби е един от 19-те региона на Кот д'Ивоар. Разположен е в югоизточната част на страната и няма излаз на океана. Площта му е 9080 км², а населението е 743 559 души (2010). Столицата на Аниеби е град Агбовил.
Регионът е разделен на два департамента – Агбовил и Адзопе.